# 야마우치 도모히로
야마우치 도모히로(일본어: 山内 智裕, 1987년 9월 5일 ~ )는 일본의 전 축구 선수이다.

## 구단 경력
과거 FC 기후에서 활동하였다.